# La folie des grandeurs
La folie des grandeurs is een Franse filmkomedie uit 1971, geregisseerd door Gérard Oury, met in de hoofdrollen Louis de Funès, Yves Montand, Alice Sapritch en Jaime de Mora y Aragón. Het verhaal van de film is gebaseerd op het toneelstuk Ruy Blas van Victor Hugo.

## Verhaal
Don Salluste (Louis de Funès) is een kleine tiran en minister onder het bewind van de koning van Spanje. De koning is zijn gedrag echter beu en ontneemt hem zijn titels. Op wraak belust, probeert hij door middel van zijn dienaar Blaze (Yves Montand), de koningin in diskrediet te brengen. Door een misverstand raakt Blaze opgescheept met Dona Juana, de gouvernante van de koningin, die smoorverliefd op hem is. 

## Cast
| Acteur              | Personage                |
| ------------------- | ------------------------ |
| Louis de Funès      | Don Salluste de Bazan    |
| Yves Montand        | Blaze                    |
| Alice Sapritch      | Dona Juana               |
| Alberto de Mendoza  | De koning                |
| Karin Schubert      | De koningin              |
| Clément Michu       | Dienaar van Don Salluste |
| Gabriele Tinti      | Don César                |
| Venantino Venantini | Del Basto                |